# Водочки манастир
Водочки манастир „Свети Леонтий“ (на македонска литературна норма: Водочки манастир „Свети Леонтиј“) е православен манастир в Северна Македония. Част е от Струмишката епархия на Македонската православна църква – Охридска архиепископия.

## Местоположение
Разположен е в селото Водоча на 4 километра от град Струмица, в подножието на планината Еленица.

## История
От раннохристиянския период са запазени основи на базилика с мраморна декоративна пластика от V и VI век и от VII и IX век. По-късно е издигната и източната, трикорабна куполна църква, коя е слежела за епископска катедра. Църквата пострадва при управлението на цар Самуил, а по-късно е отново обновена. Днес от нея са запазена олтарната апсида, проскомидията и дякониконът. Първоначалният иконостас бил мраморен, а подът настлан с мраморни плочи.
В периода от 1018 до 1037 година е изградена западната, малка кръстокуполна църква, посветена на Света Богородица Елеуса и Въведение. Средната куполна църква е посветена на Свети Леонтий, християнски мъченик от град Триполи във Финикия, убит по времето на римския император Веспасиан в I век. Издигна в началото на XII век, църквата е епископско седалище със запазен синтрон в олтарната апсида, с нартекс на западната и с отворени галерии на южната страна. Като епископски престол се споменава в един хилендарски акт от 1376 година, в който водочкият епископ Данил и банският Григорий с претставители на светската власт решават споровете около границите на хилендарските имоти в околността на Струмица.
В 1896 година манастирът не притежавал никакви имоти.
През лятото на 1916 година по време на Първата световна война професор Васил Златарски, като участник в научно-разузнавателната мисия в Македония и Поморавия, организирана от Щабът на действащата армия, посещава село Водоча. В рапорта си до Началник-щаба на действащата армия, той пише:
| „ | Това селце е известно по своя манастир, от който е останала само една хубава голяма църква от XIII или XIV век, но и тя е в развалини, отвътре на които се виждат хубави фрески, но и те са на изчезване, а отвън стените са украсени с тухлени орнаменти. | “ |

В югозападната и северозападната част на комплекса се е намирал късносредновековен некропол. При археологически разкопки са открити над 1000 гроба с накити и керамика, датирани в периода XIV–XIX век.

## Архитектура
В манастирския комплекс са запазени три средновековни църкви – източна, западна и средна, манастирски конаци, стопански обекти, две бани, трапезария и многопластов християнски некропол. Има и две новопостроени църкви – „Свети Григорий Палама и Йосиф Спилеот“ и „Свети Трифон“.

## Живопис
Живописта на трите църкви е от три периода – X, XI и XII век, запазена фрагментарно. В най-старата източна църква е запазен малък фрагмент от изображението на неиндитифициран светец от X век, в който личат влияния от античната живописна традиция и отклонения от византийските канони, като акцентиране на експресията на очите и драматизма.
В повредените фрески в западната водочка църква „Света Богородица Елеуса и Въведение“ личат нови влияния. Живописта се отличава с издълженост на телата и твърдата моделация на главите на Светителите. Фрагментираните сцени от живота и детството на Пресвета Богородица, цикъла на църковни празници и фигурите на Светителите в цял ръст на Свети Исавър и Свети Евплос, рисувани в периода от 1018 до 1037 година, са сред най-добрите образци на византийското изкуство. Стилът е сходен с този на стенописите в „Света София“ в Охрид и „Свети Лука“ в Дистомо и Новия манастир на Хиос.
От фреските на средната водочка църква „Свети Леонтий“, изписана в първата половина на XII век, са запазени шест Архиереи, както и сцени със Светите Севастийски мъченици.